# Proterochersidae
De Proterochersidae zijn een familie van uitgestorven stamschildpadden die behoren tot de Testudinata.

## Geslachten en soorten
- Keuperotesta Szczygielski & Sulej, 2016 (jonger synoniem van Proterochersis?)
  - Keuperotesta limendorsa Szczygielski & Sulej, 2016
- Proterochersis Fraas, 1913
  - Proterochersis intermedia Fraas, 1913 (synoniem van Proterochersis robusta?)
  - Proterochersis porebensis Szczygielski & Sulej, 2016
  - Proterochersis robusta Fraas, 1913